# サン・バビラ教会
サン・バビラ聖堂参事会所属教会（イタリア語: Basilica di San Babila、英：San_Babila,_Milan、通称 サン・バビラ教会）は、ミラノのカトリック教会である。 
ヴィットーリオ・エマヌエーレ2世通りとヨーロッパ通り、モンフォルテ通り、ヴェネツィア通りの4つが合流する地点にある、教会と同名のサン・バビラ広場に建っている。 

## 歴史
聖バビラスはアンティオキアの13番目の司教で、おそらく238年に前司教ゼベンノスの後を継ぎ、その後250年にローマ皇帝デキウスの時代に殉教した。金口イオアンの遺した伝承によると、彼は2代前の皇帝ピリップス・アラブスが前皇帝ゴルディアヌス3世を殺害したことを公然と非難し、復活祭前日の礼拝において教会で懺悔する者たちの中にピリップスを招待したという（ただし、ピリップスがキリスト教徒であったという記述は同時代の資料にはないため、この出来事自体が390年にミラノのアンブロジウスとテオドシウス1世との間に起こったテッサロニカの虐殺を模倣したものである可能性がある）。聖バビラスはキリストの教えを学ばせるために預けられていたウルバン、プリリダヌス、エポロヌスという名の3人の学童とともに投獄された。そこで先に3人の斬首が行われたことを知り、死刑の判決が下されるのを待つことなく彼もまた獄中で死亡した。 

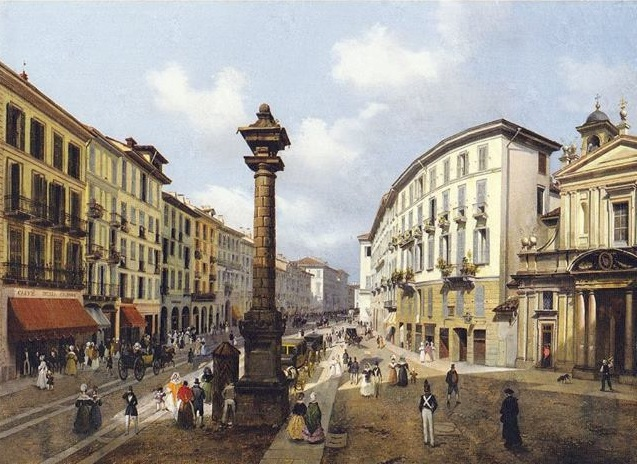
ルイージ・プレマッツィの1850年の絵画に描かれた、ミラノのサン・バビラ広場から見たヴェネツィア通り。右手側に、当時の教会が描かれている。中央に見える柱は、1959年の地下鉄建設時に教会の方へ移設された。

東欧で広まった聖バビラスへの信仰は、まもなく西欧、とくにフランス、スイス、スペインにも伝播した。イタリアでは、ミラノだけでなくクレモナやフィレンツェでも、清らかさと司祭の純潔の守護者として信仰されている。 
ロンバルディアの美術史家や建築史家たちは、教会の建設時期は11世紀末の10年間まで遡り、当時のミラノの城壁の近くに建設されたものであるとみている。伝承によればこの建築物は、7世紀に太陽神に捧げられた異教の神殿の跡に建設された、初期の東方宣教師の住居であったコンシリウム・サンクトラム（Concilium Sanctorum）のさらなる跡地に建設されたという。 
何世紀もの間に、サン・バビラ教会の建築にはいくつかの変更が行われてきた。1826年には建物の状態の悪化から一部の人々による取り壊しの計画が持ち上がったものの、その計画は実現しなかった。1881年から1890年の間には、建築家パオロ・チェーサ・ビアンキが教会の修復を行い、その後建築家チェーザレ・ネヴァがネオロマネスク様式のファサードを加え、1905年に今の形に完成した（ミラノの聖墳墓教会も参照）。 
1575年に倒壊した鐘楼は、1821年にバロック様式で再建され、ヴェネツィア門の解体工事で出た資材を使って、1927年にネオロマネスク様式に改修された。 

サン・バビラ聖堂はミラノの市民革命や宗教革命の歴史の中にも登場し、自治都市としてのミラノの市民運動や、パタリアの宗教運動にも関係している。 また、19世紀中頃の「ミラノの5日間」は、修道会の助けを受けこの聖堂で始まった。市民たちはここからモンフォルテ通りにあった政府宮殿（現在のミラノ県庁の所在地）へ移動し、ロンバルディア臨時政府の憲法を発布した。サン・バビラ広場に構築されたバリケードは戦闘が最も激しく行われた場所の1つであり、近くのヴェネツィア門には最初に三色旗が掲げられた。 

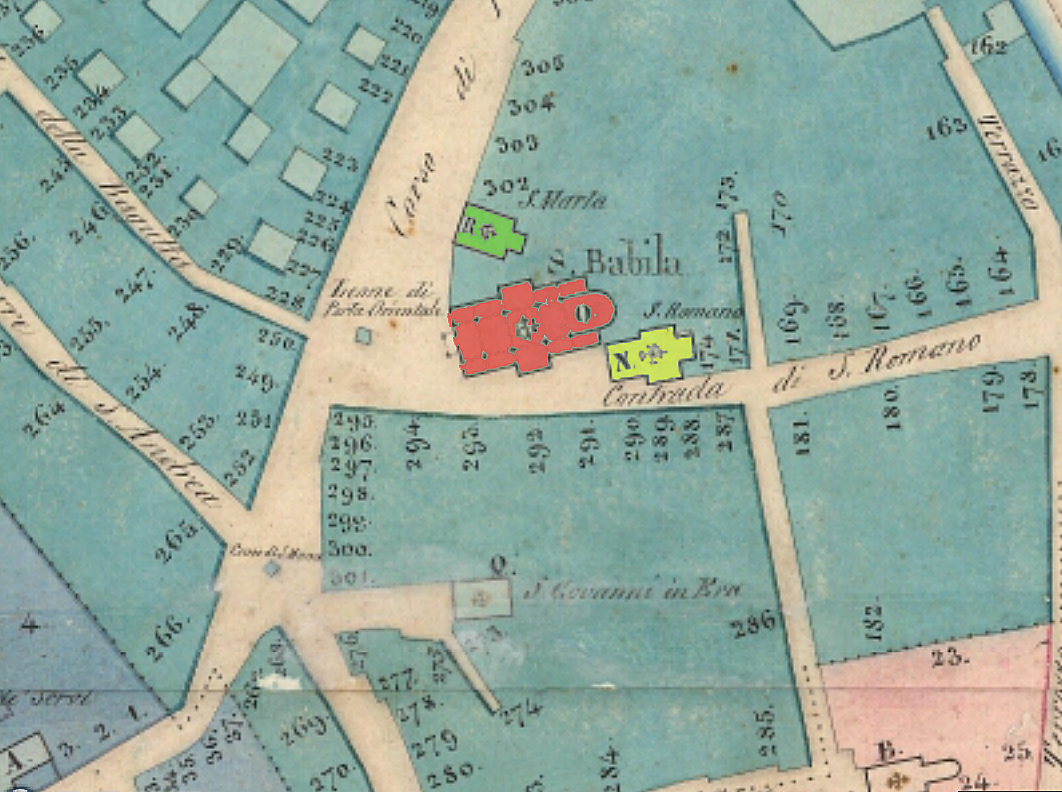
1751年の土地登記に記された教会
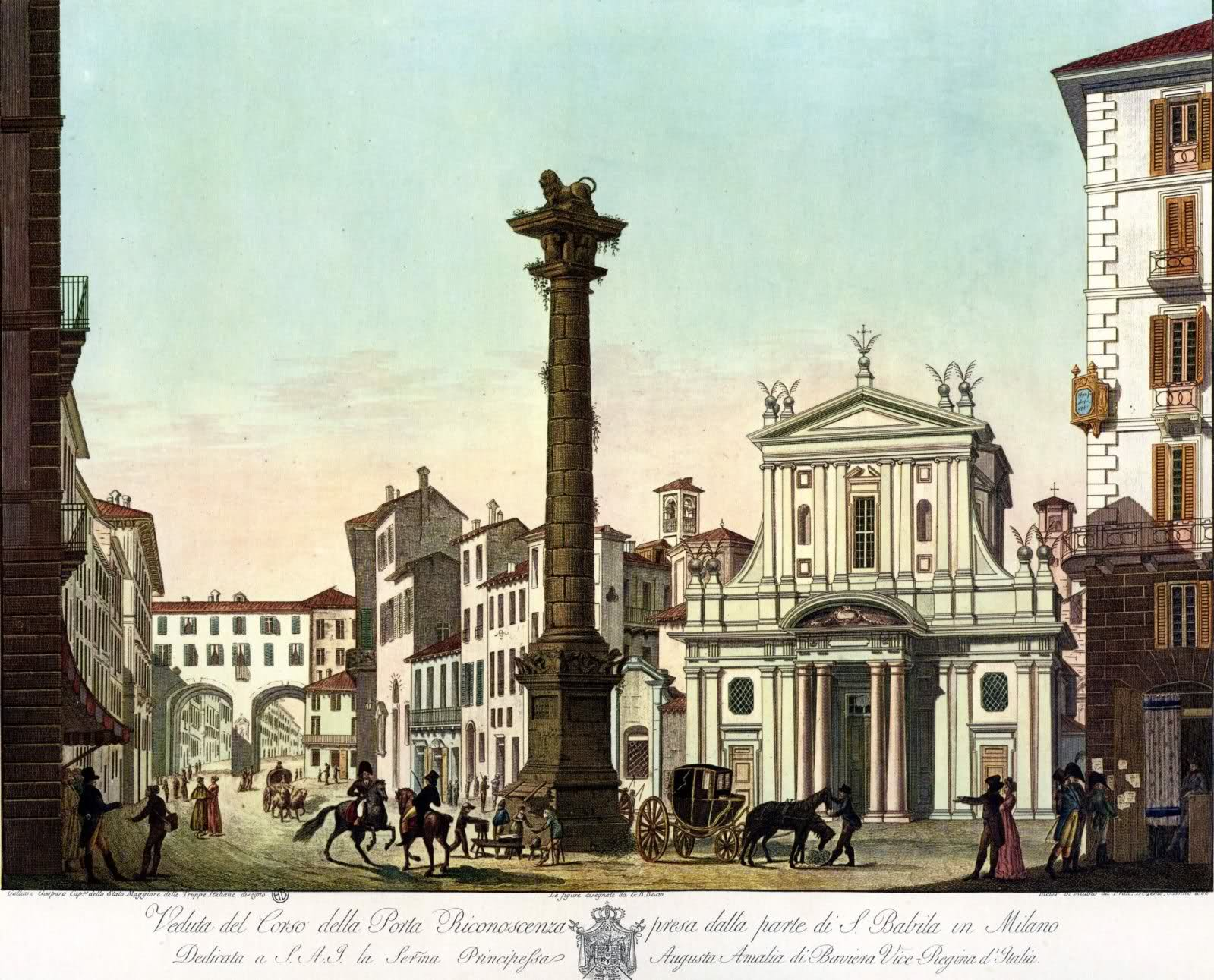
1808年の教会と広場
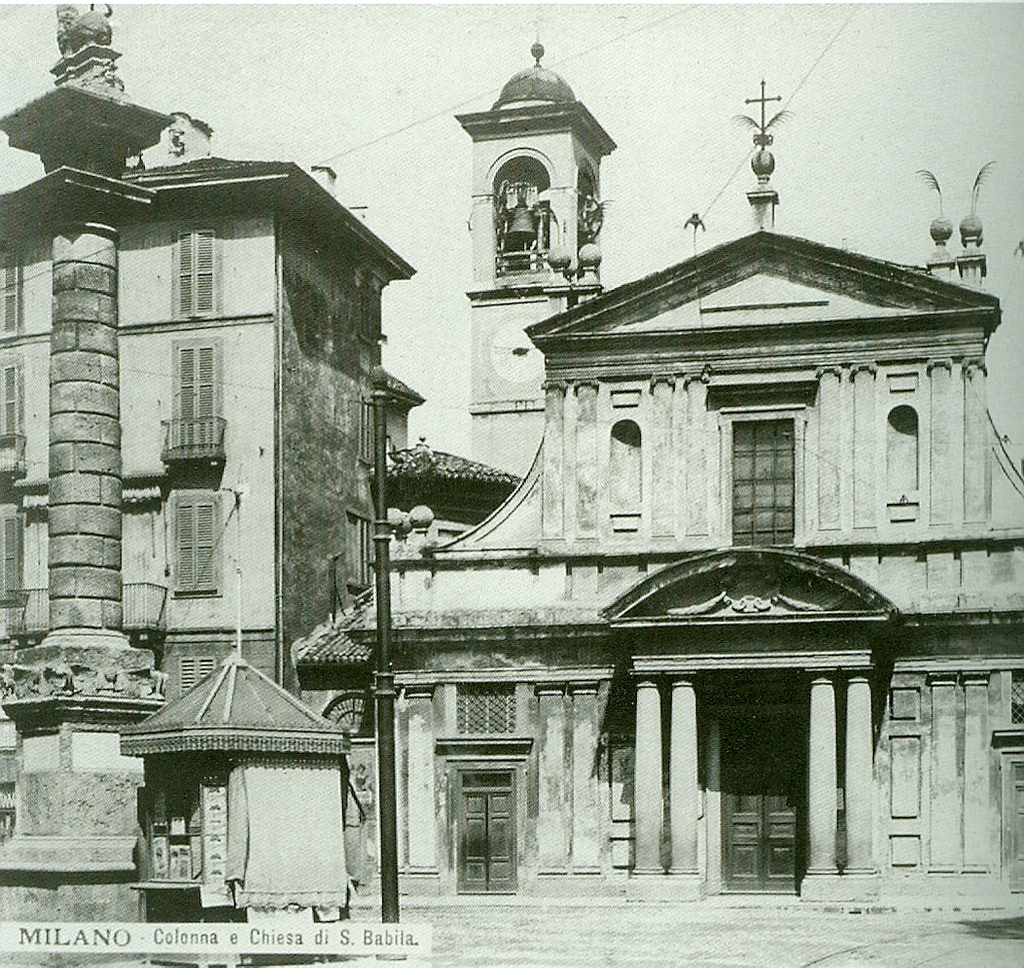
17世紀当時のファサードがある教会
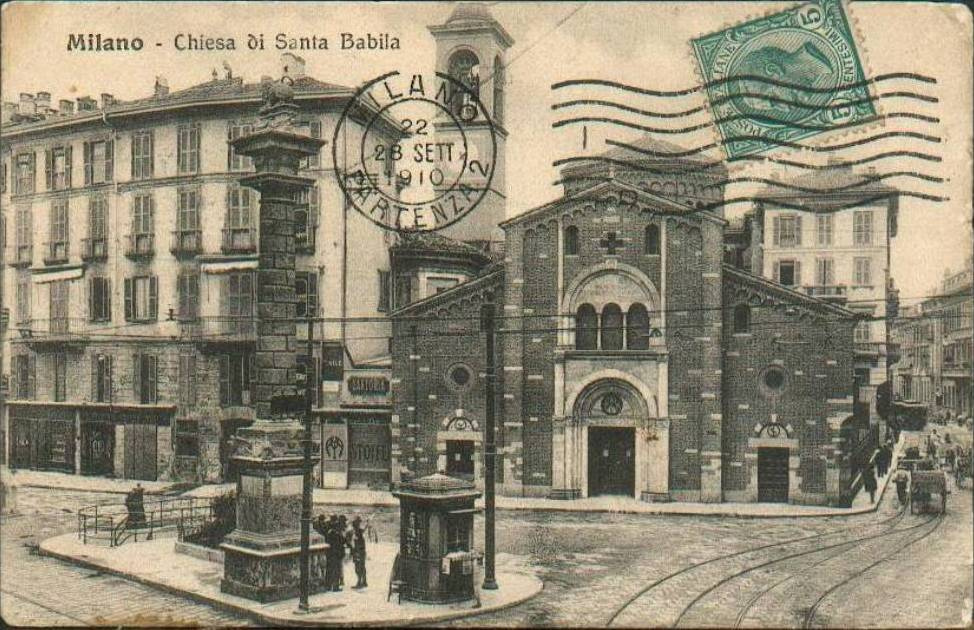
20世紀当時のファサードがある教会
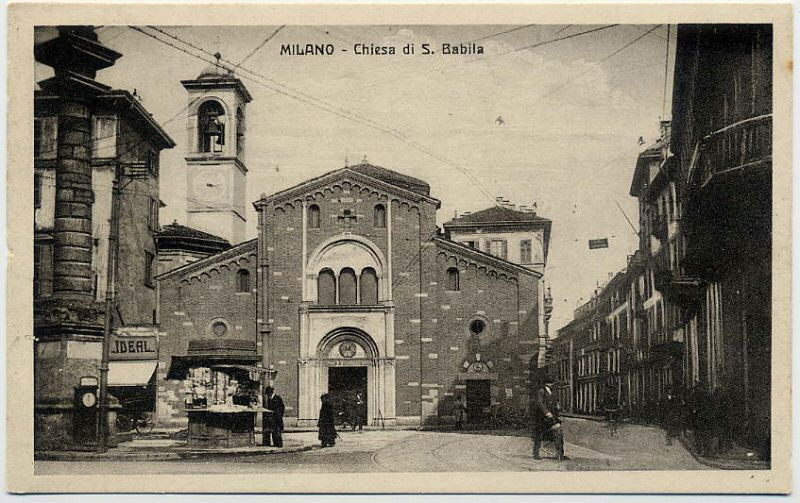
教会と広場、1920年代

## 建築
建設当初の構造はそのほとんどが現存しない。現在の建物は、特に19世紀後半から20世紀前半にかけて大規模に改築が行われた後のものになっている。 

### 外観
教会のファサードはネオロマネスク様式で再建されており、この様式に典型的な軒蛇腹の下に吊られたアーチで装飾された傾斜屋根と、内部の3つの身廊に対応して配置された3つの付け柱が備え付けられている。3つの出入り口には、モザイクの描かれた半円形のルネットが備わる。中央のルネットには、金色の背景に、福音書に記されたキリストが祝福を受けているシーンが描かれている。その上には大きな明かり取り用の窓が3つあり、文字が彫刻されている。そのさらに上には、ギリシャ十字の窓と、2つの丸い片開きの尖頭窓がある。 
ファサードの碑文
«SANCTIS BABYLAE EPISCOPO TRIBVSQUE PVERIS»

訳
«聖人バビラス司教と3人の子供たちに»
後方には、3階層の窓を持った四角形の塔からなる鐘楼が建っている。下層には丸い片開きの尖頭窓、中間層には中央に小柱を持つ二連窓、上層には2つの小柱を持つ三連窓が備わっている。屋根飾りはテラコッタ製。 

### 内装

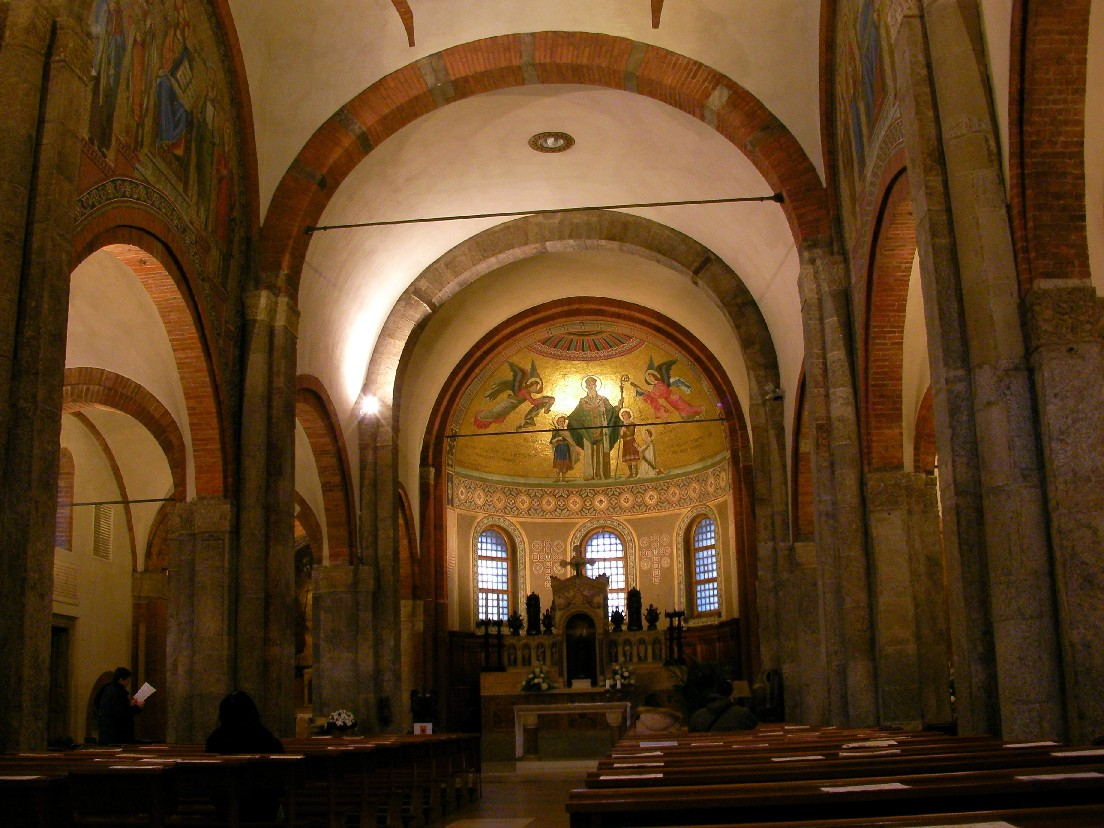
内装

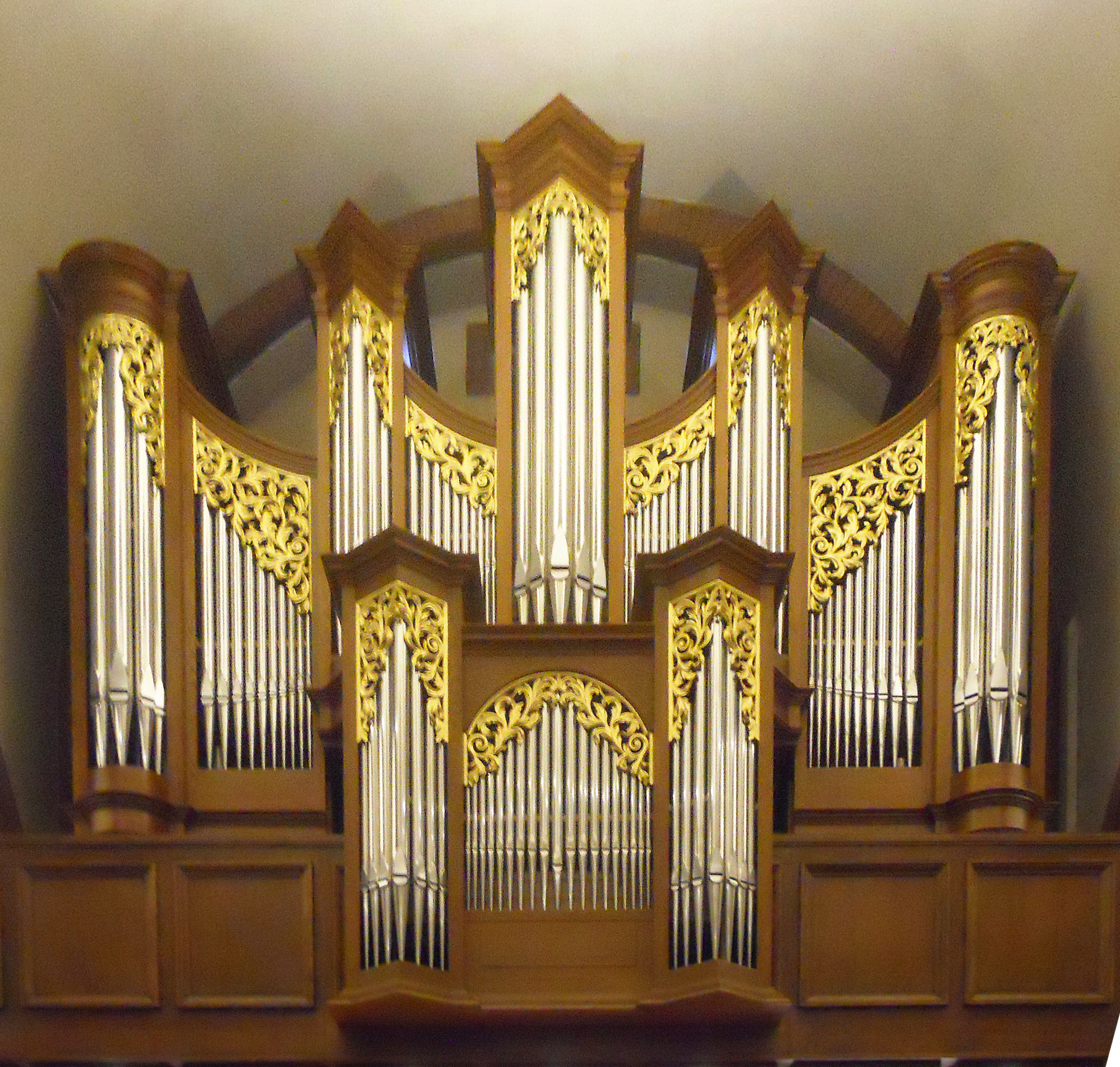
パイプオルガン

教会の内装には、1926年の改築工事の痕跡が残っている。半円形の柱が身廊を3つに分け、中央の身廊には交差丸天井、両脇の身廊にはドーム型の丸天井とが設えられている。身廊と司祭席との間には、八角形の聖堂の円蓋を覆う外被が備わっている。 
芸術的価値のあるものとしては、同じくミラノのサンタンブロージョ教会のものと非常に酷似している11世紀当時の柱頭が挙げられる。 
また教会入り口の右側の壁には、16〜17世紀ごろの墓碑が設置されている。 
後陣のフレスコ画は、聖バビラスと彼とともにに殉教した3人の子供たちを描いたもので、1890年にルイジ・カベナーギによって描かれた。身廊側面のアーチと丸天井の間に設けられたルネットには、様々な聖人に囲まれたイエス・キリストと聖母マリアの姿が描かれているが、もともとあったフレスコ画の上に1929年にモザイク画が描かれている。 
1500年に聖体を保管するために建てられた右側の礼拝堂には、ジュゼッペ・ベルティーニの19世紀後半の作品である、アッシジの聖フランチェスコを描いた祭壇画がある。 
左側の礼拝堂はさらに時代を遡り、17世紀初頭、ミラノのドゥオーモの正門の作者として有名なルドヴィコ・ポリアーギの描いた聖ヨセフの祭壇画が展示されている。 
1951年に再建された左手の第二礼拝堂には、画家アウグスト・コロンボによる「悲しみの聖母」の祭壇画が展示されている。 
現在の洗礼堂は、建築家アルフォンソ・オロンベッリの設計で1937年に建てられたもので、イエス・キリストの洗礼を描いたファウスト・メロッティのブロンズ製の祭壇画が飾られている。洗礼用の水槽を覆うブロンズ製の蓋もまた芸術的価値が高く、石英の石段の上に、銀の衣装を持って休む天使たちが描かれている。 
また教会の中には、国際的なオルガン職人であるフランチェスコ・ザニンの手によるパイプオルガンが設置されている。これはドイツのバロック様式のオルガンに着想を得たもので、典礼やコンサートにも使用されている。 

## 脚註
1. ↑  Scheda di san Babila sul sito Santi e Beati